# CC (pisică)
CC, prescurtare pentru „CopyCat” sau „Carbon Copy”, (n.  ?, College Station⁠(d), Texas, SUA – d. 3 martie 2020, College Station⁠(d), Texas, SUA) a fost o pisică domestică cu păr scurt tigrată, primul animal de companie clonat. A fost clonată de oamenii de știință de la Universitatea Texas A&amp;M în colaborare cu Genetic Savings &amp; Clone Inc. Mama surogat a pisicii CC a fost o tigrată, dar donatorul ei genetic, Rainbow, a fost o domestică cu păr scurt bălțată. Diferența de colorare a părului între CC și Rainbow se datorează inactivării x și reprogramării epigenetice, care apare în mod normal într-un embrion fertilizat înainte de implantare.
În septembrie 2006 CC a născut patru pisoiași vii. A inclus doi motănei pe nume Tim și Zip și o pisicuță pe nume Tess. A fost prima dată când un animal de companie clonat a născut. CC pare să fie lipsită de problemele de sănătate legate de clonare care au apărut la alte clone animale. „CC a fost întotdeauna o pisică perfect normală, la fel și puii ei”, spune Kraemer. „Le-am monitorizat starea de sănătate și toate sunt în regulă, precum CC în ultimii cinci ani.”
În 2004, Genetic Savings și Clone aveau să producă primul animal de companie clonat comercial: o pisică Maine Coon, numită „ Little Nicky ”, care a fost clonată de la o pisică de 17 ani, decedată.
CC a murit la 3 martie 2020, la o vârstă de peste 18 ani. 

## Legături externe
- Grown Arhivat în 30 septembrie 2011, la Wayback Machine. : Rainbow (stânga) și fiica
- Copy Cat are acum trei pisoi, septembrie 2006
- Întâlniți CC!
- Rainbow & CC